# Legión Libertad de Rusia
La Legión «Libertad de Rusia» (en ruso: Легион «Свобода России, romanizado: Legion «Svoboda Rossii»; en ucraniano: Легіон «Свобода Росії, romanizado: Lehion «Svoboda Rosiyi») también traducido cómo Legión por la Libertad de Rusia o Legión Libertad de Rusia es una legión de las Fuerzas Armadas de Ucrania, creada en marzo del año 2022 para apoyar a Ucrania en contra del operativo ruso durante la guerra ruso-ucraniana. Se compone de desertores de las Fuerzas Armadas de Rusia que se encontraban luchando en Ucrania, además de algunos bielorrusos y rusos sin relación alguna con las fuerzas armadas.
Según la Legión, la unidad consta de dos batallones. Conforme a las declaraciones de Oleksiy Arestóvich, «decenas participan en el conflicto armado, cientos en los entrenamientos y hay hasta cuatro mil candidatos». Doscientos cincuenta miembros se unieron a la legión en junio de 2022.

## Historia
Según UNIAN, la Legión «Libertad de Rusia» se formó a partir de una compañía del ejército ruso (más de 100 personas), quienes desertaron voluntariamente al bando ucraniano. Según el comandante de la compañía, el 27 de febrero de 2022, con la ayuda del Servicio de Seguridad de Ucrania, se unieron al bando ucraniano para «proteger a los ucranianos de los verdaderos fascistas». También hizo un llamado a sus compatriotas, soldados del ejército ruso, para unirse a la Legión «Libertad de Rusia», a fin de salvar a su propio pueblo y al país «de la humillación y la destrucción».
Los primeros voluntarios de la Legión «Libertad de Rusia» comenzaron su entrenamiento individual preliminar a finales de marzo de 2022. En particular, el personal de la legión bajo la guía de instructores de las Fuerzas Armadas de Ucrania estudió las particularidades del misil antitanque portátil de corto alcance sueco-británico NLAW. Los comandantes de las unidades de «Libertad de Rusia» se familiarizaron con la situación operativa en el frente. Los objetivos declarados de la Legión son repeler la invasión rusa en Ucrania y, en última instancia, derrocar al régimen de Vladimir Putin.
El canal oficial de Telegram fue creado el 10 de marzo de 2022, y la primera publicación llamaba a unirse a la lucha armada contra el «criminal de guerra Putin». El 5 de abril se llevó a cabo una conferencia en la oficina de Interfax-Ucrania, durante la cual hombres enmascarados y vestidos con uniformes se presentaron como miembros de la legión y dijeron que se unieron a la legión después de haber estado en cautiverio ucraniano. Se negaron a dar sus nombres («por seguridad»), a responder si la legión informa o no al Estado Mayor de las Fuerzas Armadas de Ucrania, y a dar cualquier explicación sobre la interacción con las Fuerzas Armadas de Ucrania, y no especificaron información sobre las unidades rusas en las que sirvieron. También dijeron que ya habían completado tareas de detención de grupos de sabotaje del ejército ruso, aunque posteriormente el canal de Telegram declaró que la Legión se desplazó a la zona de guerra solo el 29 de abril.
Se informa que la Legión Libertad de Rusia ha luchado junto a las Fuerzas Armadas de Ucrania en el Dombás durante la ofensiva en el este de Ucrania. También se dice que la unidad organiza actos de incendios provocados y sabotaje dentro de Rusia.
El 11 de junio de 2022 se supo que Igor Volobuyev, exvicepresidente de Gazprombank nacido en Ucrania, quien dejó Rusia durante el estallido de la invasión, se unió a la Legión Libertad de Rusia.
El 1 de junio de 2022, en los canales oficiales de Telegram y YouTube de la Legión se publicó un video en el que aparentemente se muestra la captura de un tanque ruso T-62M por parte de la Legión. El 29 de junio, informaron que habían capturado a un prisionero de guerra ruso en la zona de Lisichansk.
A principios de julio, se informó que la Legión había hecho una declaración en la que anunciaba su retirada de la lucha activa, afirmando el 13 de julio que se habían retirado para «restaurar la capacidad de combate». Desde entonces, el canal oficial de YouTube de la Legión "Libertad de Rusia" ha publicado varios videos de los soldados de la Legión haciendo ejercicios.
El 31 de agosto, la Legión «Libertad de Rusia», junto con el Ejército Nacional Republicano y el Cuerpo de Voluntarios Rusos, firmaron una declaración de cooperación en Irpín llamada la «Declaración de Irpín». Las organizaciones también acordaron crear un centro político, cuyo propósito es representar sus intereses ante las autoridades estatales de diferentes países y organizar una política de información conjunta. Ilya Ponomarev dirigirá el centro político.
A finales de diciembre, un portavoz, alias «Caesar», dio una entrevista en la que mencionó que la Legión tiene «varios cientos» de miembros. Dijo: No estoy luchando contra mi patria. Estoy luchando contra el régimen de Putin, contra el mal... No soy un traidor. Soy un verdadero patriota ruso que piensa en el futuro de mi país.
Explicó que la selección de miembros de la unidad incluye «varias rondas de entrevistas, pruebas psicológicas e incluso un polígrafo» para asegurar la lealtad de los reclutas. Luego pasan dos meses de entrenamiento antes de ser enviados al Dombás. Bajo el mando ucraniano, se dedican principalmente al uso de la artillería y a la propaganda. «Caesar» se unió porque se casó con una mujer ucraniana. Algunos están luchando en Bajmut y son vistos como parte de los voluntarios internacionales en las fuerzas ucranianas.

## Símbolos e ideología
La Legión utiliza la bandera blanca-azul-blanca que es utilizada por la oposición rusa en el emblema de la manga en lugar de la bandera blanca-azul-roja oficial de Rusia. Según el manifiesto de la Legión, publicado en su canal de Telegram en abril, ellos «portan los valores del Hombre Libre de la Nueva Rusia - la libertad de expresión, la libertad de elección y la libertad de elegir su futuro», y sus principales objetivos son el derrocamiento del régimen de Putin y «la lucha por la Nueva Rusia». La letra L, la primera letra de las palabras Legión y Libertad, también es utilizada por la Legión como uno de sus símbolos. En la manga derecha, la Legión lleva la bandera de Ucrania (como otras legiones extranjeras ucranianas).
El 20 de julio, el canal oficial de Telegram publicó dos mensajes, en los que los autores citaron al funcionario zarista Piotr Stolypin y escribieron que la Legión ve «la preservación de una Rusia unida e indivisible dentro de las fronteras de 1991» como uno de sus objetivos y se opone al separatismo, y que «el pueblo ruso es el más humillado y despojado de todos los pueblos de la Federación Rusa».
El portavoz del grupo es alias César, que se define como un nacionalista ruso y perteneció al Movimiento Imperial, una organización paramilitar rusa ultranacionalista, supremacista blanca.

## Testimonio
En los medios ucranianos, se ha informado sobre rusos que se unieron a la legión "Libertad de Rusia", donde un periodista ruso testifica haber sido físicamente torturado por firmar un compromiso para luchar por Rusia.  Más tarde, logró escapar y unirse a "Libertad para Rusia".

## Reacciones
Es probable que el gobierno ruso haya tomado nota de las noticias sobre la Legión. El 22 de junio, Nikolay Okhlopkov, un activista local anti-guerra de Yakutsk, fue arrestado: las autoridades lo acusaron de «querer unirse a la Legión». La Legión niega su conexión con Ojlópkov. El 14 de julio, Putin promulgó una nueva ley (junto con otras 99), según la cual los ciudadanos rusos pueden ser encarcelados hasta por 20 años si «se pasan al bando del enemigo durante un conflicto armado o en situación de hostilidades».
Se han hecho varias afirmaciones de que la Legión «Libertad de Rusia» no es una formación real, sino un proyecto de relaciones públicas ucraniano (esta versión también está siendo difundida por los medios de comunicación rusos controlados por el Estado y los canales de Telegram pro-Kremlin, que llaman a la Legión falsa o afirman que fue creada por la inteligencia ucraniana), principalmente debido a la falta de información. Illia Ponomarenko, reportero de defensa y seguridad en The Kyiv Independent, comentó a The Moscow Times: «Puede que haya algunos combatientes [rusos], pero si está organizado de la manera en que se presenta sigue siendo una pregunta abierta... Es más claro con la Legión Internacional, hay un gran número [de soldados extranjeros] y participaron en combate, por ejemplo, en Irpín, Sievierodonetsk y Lisichansk. Pero se sabe poco sobre la legión [Libertad de Rusia]». The Moscow Times también citó el informe en Harper's Magazine que «describió cómo Ucrania no tenía la capacidad de procesar y desplegar a los combatientes extranjeros que acudieron al país en las semanas posteriores a la invasión, y sugirió que las unidades extranjeras eran más una cuestión de relaciones públicas que una realidad».